# اعتدال (سياسة)
اعتدال أو معتدل (بالإنجليزية: moderate )‏ في السياسة وصف يطلق على شخص غير متطرف غير حزبي أو غير راديكالي. وغالبًا ما يستخدم المصطلح في الفلسفة السياسة تعبيرًا نزعة الوسطية Centrism، ضمن النظرية الوسطية Moderation theory وما يرتبط بها من وسط اليسار ووسط اليمين والوسط الرديكالي ومؤخرَا انتشر في معظم دول العالم تسمية حزب الوسط كمؤشر لتخلي أتباعه عن المواقف المتطرفة سواء الدينية والقومية والاجتماعية. لكن الاعتدال يبقى مفهومًا عامًا يتجاوز الإطار السياسي إلى مجالات أخرى، دينية أو اجتماعية أو ثقافية.

## تاريخيًا
فضل أرسطو مبدأ «السياسة التوافقية» (بالإنجليزية: Conciliatory)‏ المنتمية إلى الوسطية عوضا عن مبدأ التطرف سواء في الثراء الشديد أو الفقر أو المصالح الخاصة لأفراد أو مجموعات أو طغاة.

## دينيًا
ورد في الأحاديث النبوية وفي القرآن ما يرغب في فضائل الاعتدال عمومًا سواء في العبادة أو الطعام أو العلاقات الاجتماعية
| اعتدال (سياسة) | وكذلك جعلناكم أمة وسطًا | اعتدال (سياسة) |

| اعتدال (سياسة) | إِنَّ الدِّينَ يُسْرٌ وَلَنْ يُشَادَّ الدِّينَ أَحَدٌ إِلَّا غَلَبَهُ فَسَدِّدُوا وَقَارِبُوا وَأَبْشِرُوا وَاسْتَعِينُوا بِالْغَدْوَةِ وَالرَّوْحَةِ وَشَيْءٍ مِنْ الدُّلْجَةِ | اعتدال (سياسة) |

- الصلاة «وَلَا تَجْهَرْ بِصَلَاتِكَ وَلَا تُخَافِتْ بِهَا وَابْتَغِ بَيْنَ ذَلِكَ سَبِيلًا»
- الصدقة «وَالَّذِينَ إِذَا أَنْفَقُوا لَمْ يُسْرِفُوا وَلَمْ يَقْتُرُوا وَكَانَ بَيْنَ ذَلِكَ قَوَامًا»
- الأكل والشرب «وَكُلُوا وَاشْرَبُوا وَلَا تُسْرِفُوا»
- التوازن بين إصلاح الدنيا وطلب الآخرة «وَابْتَغِ فِيمَا آتَاكَ اللَّهُ الدَّارَ الْآخِرَةَ وَلَا تَنْسَ نَصِيبَكَ مِنَ الدُّنْيَا» لذلك تحرم الرهبانية في الإسلام لأنها انقطاع تام عن الدنيا طلبا للآخرة.